# Diocesi di Maragheh
La diocesi di Maragheh (in latino: Dioecesis Maraghensis) è una sede soppressa e sede titolare soppressa della Chiesa cattolica.

## Storia
Fin dalla prima metà del XIII secolo il papato, grazie alla mediazione dei francescani e dei domenicani, dopo lunghi secoli aveva ripreso il contatto con l'Oriente cristiano. Nel 1265 veniva aperto un convento di domenicani in Cilicia. In precedenza, papa Gregorio IX (1227-1241) aveva inviato otto domenicani in Georgia cui seguirono scambi epistolari di cortesia tra il papato ed i regnanti georgiani.
In questo contesto, il 1º aprile 1318 papa Giovanni XXII eresse l'arcidiocesi di Soltaniyeh, a cui il papa affiancò sei vescovi suffraganei. Tra questi si trova il domenicano Bartolomeo, vescovo di Maragheh (Maraga), cui succedette il confratello Guglielmo. Questi sono gli unici due vescovi noti di questa sede, che scomparve in seguito alle incursioni e distruzioni apportate da Tamerlano alla fine del XIV secolo.
A Maragheh i domenicani avevano aperto un loro convento già sul finire del XIII secolo, in concomitanza con la presenza della residenza del catholicos dei Nestoriani Yab-Alaha III e del khan dell'Ilkhanato. Il vescovo Bartolomeo e i suoi confratelli missionari operarono un buon numero di conversioni, forse soprattutto presso i Nestoriani, dopo che il loro patriarca si era trasferito nuovamente a Baghdad (dopo il 1317). Giordano di Séverac, che ebbe modo di visitare queste missioni nel 1328, afferma che la comunità cattolica era costituita da circa un migliaio di fedeli.
Al vescovo Bartolomeo si deve la fondazione del ramo armeno dei domenicani, chiamati Fratelli Uniti (in francese: Frères Unis ou Uniteurs), che sopravvissero nella loro terra fino a metà del Settecento (vedi arcidiocesi di Naxivan).
A partire dal 1475 si trova l'assegnazione del titolo Maraghensis, che Eubel identifica con quello Margaritensis. Sono 24 i vescovi titolari attribuiti a questa doppia sede.

## Cronotassi dei vescovi
- Bartolomeo il piccolo, O.P. † (1º agosto 1318 - ? deceduto)
- Guglielmo, O.P. † (7 aprile 1374 - 20 giugno 1384 nominato nunzio apostolico in Inghilterra)